# Niels Georg Sortsø
Niels Georg Sortsø (født 25. september 1897 i Torkilstrup, død 20. september 1976) var en dansk postkontrollør, som var borgmester i Glostrup Kommune fra 1961 til 1968, valgt for Socialdemokratiet.
Sortsø, der var søn af en parcellist, blev i 1919 ansat i telegrafvæsenet og tog præliminæreksamen i 1922. Fra 1926 arbejdede han som telegrafassistent og fra 1939 som overassistent ved Glostrop Postkontor. I 1949 udnævntes han til postkontrollør og fungerede som sådan frem til 1964. Gennem to år var han næstformand for Dansk Telegrafforbund.
Politisk enagerede han sig i 1945 i den lokale socialdemokratiske partiforening, hvor han frem til 1961 var kasserer. I 1946 blev han medlem af Glostrup Kommunalbestyrelse, var dens næstformand 1959 til 1961 inden han samme år valgtes til borgmester. Han efterfulgtes i 1968 af den konservative Frederik Aage Elmerkjær.
Han sad senere også i Københavns Amtsråd, ligesom han var bestyrelsesmedlem i Københavns Amts Sognerådsforening og senere formand for Glostrup Boligselskab.